# 奥尔塞拉
奥尔塞拉，是西班牙安达卢西亚自治区哈恩省的一个市镇。总面积126平方公里，总人口2177人（2005年人口普查），人口密度17人/平方公里。